# Звёздный Лорд
Звёздный Лорд (англ. Star-Lord), настоящее имя — Питер Джейсон Квилл, (англ. Peter Jason Quill) — супергерой, появляющийся в комиксах издательства Marvel Comics. Созданный Стивом Инглхартом и Стивом Ганом персонаж дебютировал в Marvel Preview #4 (Январь, 1976). Будучи сыном землянки Мередит Квилл и спартанца Ясона, Питер Квилл принял имя Звёздного Лорда, космического полицейского.
Персонаж сыграл ключевую роль в событиях Annihilation (2006), Annihilation: Conquest (2007), War of Kings (2008) и The Thanos Imperative (2009). Впоследствии Звёздный Лорд возглавил космическую команду супергероев Стражи Галактики, появившуюся в перезапуске одноимённого комикса в 2008 году. Персонаж появился в различного рода мерчендайзе Marvel, включая мультсериалы, игрушки и коллекционные карты. Крис Прэтт исполнил роль Звёздного Лорда в фильме «Стражи Галактики» 2014 года и его продолжениях «Стражи Галактики. Часть 2» 2017 года и «Стражи Галактики. Часть 3» 2023 года, а также праздничном спецвыпуске 2022 года. Он повторил эту роль в «Мстители: Война Бесконечности», «Мстители: Финал» и «Тор: Любовь и гром». В киновселенной, в отличие от комиксов, отцом Квилла является живая планета Эго.

## История публикаций
Впервые персонаж появился в чёрно-белом номере комикса Marvel Preview #4 (Январь, 1976). У Стива Инглхарта, создателя Звёздного Лорда, было много планов относительно дальнейшего развития героя, которые так и не были осуществлены. Впоследствии он размышлял об этом на своём веб-сайте:

 «Я задумал нечто грандиозное. Мой герой должен был пройти путь от неприятного, замкнутого придурка до самого космического существа во вселенной, и я хотел связать его с моим тогда ещё новым интересом к астрологии».Оригинальный текст (англ.)«I conceived something very large. My hero would go from being an unpleasant, introverted jerk to the most cosmic being in the universe, and I would tie it into my then-new interest in astrology.»

Звёздный Лорд продолжил появляться в серии Marvel Preview, где сценарист Крис Клэрмонт переосмыслил персонажа и вдохновлялся научно-фантастическими произведениями, такими как Романы «для юношества». Адвокаты Хайнлайна угрожали Marvel судебными разбирательствами в связи с размещением на обложке Marvel Preview #11 заметки с описанием содержания номера как «научная фантастика в лучших традициях Роберта Хайнлайна», из-за чего выпуск был снят с продажи и переиздан. В #11 произошло объединение знаменитого творческого трио, работавшего над X-Men — сценариста Криса Клермонта, художника Джона Бирна и контуровщика Терри Остина. В течение нескольких лет Звёздный Лорд эпизодически фигурировал в Marvel Comics Super Special, Marvel Spotlight и Marvel Premiere. В феврале 1982 года было опубликовано цветное переиздание чёрно-белой предыстории Звёздного Лорда из Marvel Preview #11.
Персонаж вернулся в Thanos #8-12 (Май-сентябрь 2004) и Annihilation (2006). В следующем году он обзавёлся ограниченной сольной серией Annihilation: Conquest — Star-Lord из четырёх выпусков, перетекающей в серию-кроссовер Annihilation: Conquest, в которой у него была ключевая роль. После событий Annihilation: Conquest был опубликован второй том Guardians of the Galaxy, где Звёздный Лорд возглавлял команду, состоящую из персонажей кроссовера на протяжении 25 выпусков. Сюжетные линии из этой серии были завершены в мини-серии The Thanos Imperative.
С дебютом версии Звёздного Лорда с Земли-616 в 2004 году, «классическая» интерпретация персонажа была обозначена как версия с Земли 791.
Звёздный Лорд вернулся вместе с другими Стражами Галактики в Avengers Assemble #4-8 (Июнь-октябрь 2012). Он фигурировал в Guardians of the Galaxy vol. 3 в рамках Marvel NOW!.
В июле 2014 года Звёздный Лорд получил собственную серию-онгоинг, Legendary Star-Lord. Также персонаж обзавёлся новым костюмом, основанный на его появлении в фильме «Стражи Галактики» 2014 года.
Сольная серия и Guardians of the Galaxy vol. 3 завершились с началом публикации серии-кроссовер Secret Wars в 2015 году. Тогда же Звёздный Лорд стал одним из ключевых персонажей в основной серии Secret Wars, а также главным героем мини-серии Star-Lord and Kitty Pryde.
Во время публикации Secret Wars Marvel также выпустила новую серию-онгоинг Star-Lord из восьми выпусков от сценариста Сэма Хамфриса, являющуюся частью All-New, All-Different Marvel. Первая половина серии была посвящена обновлённой истории происхождения персонажа. Вторая сюжетная линия повествовала об уходе героя из Стражей Галактики и становлении Китти Прайд в качестве нового Звёздного Лорда. В начале декабря 2016 года вышла серия-онгоинг Star-Lord vol. 2 от сценариста Чипа Здарски.

## Биография
Питер Джейсон Квилл — человек с неземным происхождением. Ясон, принц великой галактической империи Спартов, его настоящий отец. Давным-давно его корабль разбился среди гор Колорадо. Там Ясон встретил будущую мать Питера Меридит Квилл. Девушка заботилась о пришельце и помогла ему починить корабль. Ясон и Меридит полюбили друг друга, но вскоре инопланетному принцу пришлось улететь на войну. Он покинул девушку, не зная о её беременности. Десять лет спустя Мередит была убита двумя солдатами бадунами, прибывшими на Землю с целью убить Питера и положить конец роду Ясона. Затем Питер обнаружил пистолет своего отца и убил пришельцев, после чего убежал из дома прежде, чем тот был уничтожен кораблём бадунов, убеждённых в его смерти. Осиротевший Питер воспитывался в детском доме и, повзрослев, присоединился к НАСА.
Однажды, когда его корабль оказался неисправен, и он застрял в космосе, Питер был найден Опустошителями – группой космических пиратов во главе с Йонду. После того, как Опустошители спасли Питера, он попытался украсть их корабль. Питеру удалось перехитрить каждого из пиратов и даже обездвижить Йонду. Придя в себя, Йонду сумел освободиться от оков и напал на Питера, который попросил присоединиться к его команде. Изначально Йонду не был заинтересован в его услугах, однако, узнав, что Питер был таким же сиротой, как и он сам, позволил ему остаться на корабле Опустошителей в качестве уборщика. За время, проведённое вместе с космическими пиратами, Питер многое узнал о космосе прежде, чем начал работать в одиночку.
Во время попытки остановить опасного преступника — «Павшего», герольда Галактуса, Звёздный Лорд принимает нелёгкое решение пожертвовать лунной колонией, населённой 35 тысячами Крии, и собственным кораблём, чтобы остановить Галактуса от поглощения самой планеты. За это Питер был лишён всех званий и приговорён к пожизненному заключению в галактической тюрьме на самом краю Вселенной. Во время событий Annihilation Звёздный Лорд был освобождён супергероем Новой, после чего помог ему в битве с Аннигилусом. Впоследствии Квилл выступил в качестве военного советника генерала Крии, Ронана Обвинителя.
Когда родная планета Крии, Хала, была захвачена Фалангой, Звёздный Лорд руководил группой мятежников вплоть до окончания войны. Стремясь предотвратить очередную межзвёздную войну, Звёздный Лорд сформировал новую команду Стражей Галактики, однако им не удалось предотвратить конфронтацию между Крии и Ши’аром. Во время противостояния с Таносом Звёздный Лорд и Нова собирались пожертвовать собой, чтобы остановить безумного тирана, однако лишь Нова отдал свою жизнь, а Танос сбежал.

### Новые Стражи и Китти Прайд
После событий The Thanos Imperative Питер решил отойти от дел, однако, узнав о намерениях своего отца принять закон, запрещающий любое сотрудничество с Землёй, Звёздный Лорд воссоединился со Стражами Галактики, чтобы предотвратить любые потенциальные вторжения на его родную планету, ставшие возможными из-за этого закона. В новую команду вошли: Гамора, Енот Ракета, Дракс и Грут. Вскоре они помогли Мстителям в сражении против вернувшегося Таноса. После этих событий Звёздный Лорд и Стражи вступили в конфликт с бадунами. Впоследствии Квилл был захвачен спартанцами, но избежал тюремного заключения в результате трансляции видео, демонстрирующего аморальные взгляды его отца. Во время войны строителей он, Ракета и новый член команды, Анжела, проникли на объект М.Е.Ч.а и спасли Абигейл Бранд. Вместе со Стражами Галактики и Людьми Икс Звёздный Лорд спас молодую Джин Грей от обвинений империи Ши’ар. Тогда он познакомился с Китти Прайд, которая впоследствии стала его девушкой. Через некоторое время Стражи Галактики были загнанными в угол и захвачены спартанцами. Питеру удалось изобличить перед его подданными как жестокого тирана, что привело к свержению Ясона. Вскоре после этого он был избран новым правителем Спарты. Проигнорировав мнение народа, Питер решил посвятить своё время отношениям с Китти. Тогда он отправился на поиски бандита, известного как Мистер Мачете, объявившего награду за его голову. Оказавшись у него в плену, Звёздный Лорд узнал, что под личностью этого преступника скрывался его отец Ясон. Питеру удалось спастись благодаря Китти, которую он убедил остаться в космосе вместе с ним, а также украсть у отца артефакт Чёрный вихрь.

### Чёрный вихрь
После похищения Чёрного вихря люди Ясона начали преследовать Питера и Китти, в связи с чем им пришлось обратиться за помощью к Стражам Галактики и Людям Икс. Понимая, что сила, полученная от Чёрного вихря, поможет им победить Ясона, Питер хотел, чтобы каждый из его союзников поддался воздействию артефакта. Хотя Китти была против этой идеи, некоторые из её союзников согласились с предложением Питера. Их действия привели к нападению на Халу и, несмотря на все попытки Звёздного Лорда защитить родной мир Крии, планета была уничтожена силами Ясона. Питер попытался воспользоваться силами Вихря, однако, осознав, что сила вынудит его отстраниться от Китти, отказался от могущества артефакта. После спасения Спарты, находясь в открытом космосе, Питер сделал Китти предложение стать его женой и получил согласие девушки.

### Секретные войны
Во время столкновения Земли-616 и Земли-1610 Стражи Галактики участвовали в финальном сражении против Детей Будущего. В ходе битвы были убиты Грут и Ракета, тогда как Квилл был телепортирован Ридом Ричардсом на спасательный плот Фонда Будущего. В итоге,Питер остался одним из немногочисленных выживших на борту корабля Фантастической четвёрки. По окончании столкновения Доктор Дум создал новый мир, образованный из остатков погибших вселенных. В течение последующих восьми лет Звёздный Лорд и остальные пребывали в состоянии криостаза до тех пор, пока они не были разбужены Доктором Стрэнджем, новым Тором и Майлсзом Моралесом. Узнав об их присутствии, Дум попытался схватить выживших, однако Стрэндж, понимая, что они являются последней надеждой человечества, с помощью магии разбросал супергероев по всему миру.
Питер Квилл обосновался в Манхэттене, получив работу в популярном клубе «Тихая комната», где он, выступая под псевдонимом Поющего Стива Роджерса, исполнял песни из мультфильмов Диснея, поскольку те никогда не существовали в созданном мире Битв. Однажды он столкнулся с альтернативной версией Китти Прайд, охотившейся за артефактами, существовавшими до образования мира Битв. Желая поговорить со своей невестой, он невольно сорвал её сделку с Гамбитом. В то время, как последний сбежал, Китти просканировала Звёздного Лорда и узнала, что тот не являлся частью мира Битв, после чего решила отвести его к Думу. Они подверглись нападению со стороны роботизированных версий Новых мутантов и после победы над ними попытались выкрасть у Гамбита артефакт, но были захвачены в плен. Вскоре их спасла альтернативная версия Дракса, которая ранее наняла Квилла на работу в клуб. Затем Звёздный Лорд узнал, что артефактом, который искала Китти, был хвост Реактивного Енота, который девушка любезно согласилась отдать ему. Он поблагодарил Китти и поцеловал её прежде, чем она вернулась в Думград. Вместе с Драксом Питер решил вернуться к прежней деятельности, а также вознамерился клонировать погибшего Ракету.
Во время финальной битвы против Бога Императора Дума Питер пилотировал корабль, доставляя двух Ридов Ричардсов в замок Дума, а также сдерживал Чёрного Лебедя.

### All-New, All-Different Marvel
После восстановления реальности Питер восходит на трон Спартакса, где Ракета берет на себя руководство Стражами, в то время как Китти (под псевдонимом Звездная Леди) и Существо (после роспуска Фантастической четверки, когда семья Ричардсов работала над восстановлением мультивселенной) присоединяется к команде. После того, как обвинитель Кри Хала и безжалостный Йотат Разрушитель вызывают массовые разрушения Спартакса, пытаясь устранить Квилла, он возвращается к Стражам из-за обвинений его делегатов в его ответственности за эти смерти.
Во время сюжетной линии Второй Гражданской войны, Звездный Лорд и Стражи Галактики помогают Капитану Марвелу в качестве ее неожиданного оружия в борьбе с Железным Человеком. Во время битвы корабль Стражей был уничтожен, в результате чего они оказались на Земле. После того, как фракция Железного человека уходит, Гамора подслушивает разговор между Питером и Китти, в котором она узнает, что Питер знал (не сообщая остальной команде), что Танос был на Земле все время, пока они были там. После остановки Гаморы от штурма Трискелиона и убийства Таноса, Гамора и другие Стражи покидают Питера из-за секретности, Питер и Китти разрывают помолвку.
Живя один в квартире, подаренной ему Эбигейл Брэнд, Питер звонит Утке Говарду, чтобы попытаться выпить с ним, и Говард в ярости вешает трубку. Затем он находит Китти и старика Логана в художественной галерее, где Китти кричит на него за то, что тот нес его оружие в художественную галерею с детьми. Разочарованный, Питер уходит. Затем Логан догоняет его и выпивает с ним в баре, где они сражаются с киллерами, что привлекает внимание полиции. Логан убегает с места происшествия, и Питер схвачен.
Питер преследуется Мэттом Мердоком, который утверждает, что в отличие от других супергероев, Звездный Лорд был безрассудным и подвергал опасности мирных жителей, причинив значительный материальный ущерб. Суд прерывается Брэндом, который заставляет судью уменьшить наказание Питера до общественных работ, на что Питер соглашается. Затем Брэнд и Альфа-Флайт дают ему новый облегающий костюм, и его направляют к пожилому гражданину Эдмунду Аллену, суперпреступнику на пенсии по имени Серебряный Бандит. После дня общения Звездный Лорд нанимается барменом в баре для суперзлодеев, принадлежащем сыну Эдмунда.

### Превращение в Мастера Солнца
Когда возрожденные олимпийцы начали сеять хаос по всей вселенной, Ричард Райдер прервал вечеринку Стражей и попросил их помочь разобраться с безумными богами. Однако Гамора отказывался от желаний, чтобы их семья жила нормальной счастливой жизнью. Несмотря на это, Питер не мог отдыхать, пока убивали невинных людей, и у него были повторяющиеся видения Мастера Солнца, спрашивающей его, не ощущал ли его недостаток в жизни в последнее время. Обремененный необходимостью активности, он и Ракета присоединились к Нове и другим членам Стражей, чтобы сразиться с олимпийцами. Пока Нова и капитан Марвел отвлекали некоторых богов, Звездный Лорд, Ракета, Марвел Бой и Лунный Дракон пробрались внутрь межпространственного корабля олимпийцев, намереваясь взорвать его. К сожалению, они были обнаружены. После того, как Звездный Лорд был схвачен Гефестом, он убил олимпийца, и остался, чтобы взорвать бомбу и победить олимпийцев, в то время как Стражи эвакуировались. Бомба успешно взорвалась, разрушив Новый Олимп, при этом погиб Звездный Лорд.
Позже выяснилось, что Куилл на самом деле не умер и был перенесён в совершенно другую вселенную после Альтернативного континуума Крии Тех бомба взорвалась. Он был принят парой путешественников в этом новом мире, Морс и Арадия, которых он в конечном итоге представил как друзьям, так и семье и любовникам с Арадией, проведя более ста восьмидесяти семи лет, пытаясь справиться с трудностями, эскапады с ними. Он пришел к выводу, что его элементная пушка значительно изменилась с тех пор, как он в последний раз использовал ее, изначально у бластера был конечный заряд, на котором элементы он мог производить в какой последовательности. Но потому, что он использовал его для откачивания божественной энергии пантеона Олимпа. Он обнаружил, что использование пистолета, похоже, не снижает его энергоснабжения. Во время похода со своими новыми товарищами, страхи Квилла, включая скрытые подозрения относительно того, почему его личный сувенир никогда не терял своего веса, были подтверждены повторным появлением безумных олимпийцев. Тот, кто раскрыл постоянное использование фирменного оружия Питера, которое сковывало и истощало их силы, освободило мелких богов из плена, и теперь они стремятся вернуть у него украденную мощь любыми необходимыми средствами. Чувствуя ответственность за то, что они навлекли гнев на их мир, Квилл решает открыть портал обратно в свою вселенную, чтобы увести их от своего нового дома. При этом его встречает Мастер, который заявил чтобы он прошел испытание своей новой жизни, он превратит Квилла в единственного истинного Звездного Лорда: Мастера Солнца. Прибыв на Спартакс вовремя, чтобы стать свидетелем того, как дракон-симбиот опустошает его родной мир, Звездный Лорд узнал обо всех событиях, которые он пропустил, и - с помощью Новы - нырнул в дракона и столкнулся с темным богом симбиотов, Кнуллом. Кнулл попытался заразить Звездного Лорда и других Стражей живой бездной, чтобы превратить их в своих солдат, но Звездный Лорд использовал силу, полученную от олимпийцев, чтобы убить дракона и сделать его живую бездну инертной. Несмотря на то, что его новые способности сделали его сильным соперником против Кнулла, Квилл отказался вернуться на Землю и встретиться с ним лицом к лицу - вместо этого он решил подготовиться к возвращению олимпийцев.

## Силы и способности
Звёздный Лорд является мастером стратегии и поиска решений выхода из различных проблем, является экспертом ближнего боя, профессионально использует различное человеческое и иноземное огнестрельное оружие, боевую технику и обладает обширными знаниями различных иноземных обычаев, а также различные знания о космических тезисах, таких как Обливион. А ещё он имеет пистолеты под псевдонимом гром.
Будучи Звёздным Лордом, Питер Квилл одет в костюм, увеличивающий силы и долговечность, а также дающий способность перемещаться в пространстве. Персонаж также использует бластеры, которые могут стрелять одним из четырёх элементов (воздух, земля, огонь и вода). Звёздный Лорд также поддерживает психологическую связь со своим живым космическим кораблем, «Корабль».
«Корабль» на самом деле — разумная форма энергии. Она чаще всего существует в виде звездолёта, но может изменить свою форму. Она может перемещаться в воздухе, в космосе и воде. Она обладает обычными аксессуарами звездолёта, в том числе щитом, энергетическими бластерами, усовершенствованными датчиками, репликаторами (создают любые продукты, напитки) и голографическими проекторами. Она оказалась способной создать человеческий облик, который она затем может оживить и использовать в качестве тела для перемещения. Даже если её полностью уничтожат, она спокойно может восстанавливать себя, ибо её истинная форма — это её сознание. Кроме того, она берет на себя ряд женских признаков, таких как материнские инстинкты, забота о тех, с кем она сотрудничает.
Корабль может создавать виджеты — небольшие мобильные дроиды, которые могут разведывать обстановку, собирать информацию, а затем возвращаться обратно на корабль. Но на что точно способен Корабль и какими пределами силы она обладает, неизвестно.
Во время сражения Звёздного Лорда с Падшими, его бластеры, костюм и корабль были уничтожены. Из-за тяжелой травмы врачи на Kyln, где он был приговорен, вживляют ему глазные кибернетические имплантаты. Глазные имплантаты позволяют ему видеть все энергетические спектры, и микросхема памяти в его голове даёт ему вспомнить 100 % происходившего.
На Крии мир Аладон Прайм у Звёздного Лорда кибернетические имплантаты были удалены. Звёздный Лорд был оснащён оборудованием Крии: шпионско-боевым костюмом, который стал визитной карточкой Стражей Галактики. Боевой шлем и универсальный переводчик — все, что он по-прежнему использует. Его боевой шлем анализирует данные о стратегии, он также может улучшить зрение и отрегулировать кислород, когда находится в космосе.
Избранным оружием Звёздного Лорда являются два пистолета-пулемета Крии с различными типами боеприпасов, в том числе взрывчатых веществ.
В обличии Мастера Солнца он использовал магно-техническое оружие, а сам излучал яркое и объемное сияние. Такого сияния(ярко-золотой окрас) этой силы могло даже разорвать дракона-симбиота одним бластером. Тело стало неуязвимым к псионическим атакам где на это испытывала Лунный Дракон. Когда он не применял этот облик, элементальные бластеры были не вечно применяющие. Но когда он стал им, эти бластеры теперь могут сколько угодно выстрелить элементами, так как он стал самим источником силы, но и мог ими управлять телепатически сколько он пожелает.

## Альтернативные версии

### Земля-791
Первый Звёздный Лорд появлялся в комиксах Marvel Preview #4 и #11, однако, после дебюта Питера Квилла на Земле-616 в 2004 году, эти и другие появления «классического» Звёздного Лорда были отнесены к Земле-791. Согласно этим выпускам, Питер Квилл родился во время необычного астрономического явления, когда некоторые планеты были смещены. Не увидев сходства между собой и мальчиком, муж Мередит Квилл обвинил свою жену в измене и попытался убить младенца, но умер от внезапного сердечного приступа. Питер в одиночку воспитывался матерью, до тех пор, пока она не была убита аригуанами, когда ему было одиннадцать (На Земле-616 её убили бадуны). Квилл был отправлен в детский дом, но в конечном итоге сбежал оттуда и стал астронавтом НАСА. Впоследствии космическая сущность, известная как Мастер Солнца, посетила станцию, где жили Питер и другие астронавты и предложила одному из них, самому достойному стать Звёздным Лордом — космическим полицейским. Питер Квилл не раздумывая вызвался добровольцем, однако был отвергнут в пользу одного из коллег, который долгое время соперничал с Питером. Квилл был вне себя от гнева, он бунтовал и возмущался, пока командиры НАСА не отдали приказ отправить его на Землю подумать над своим поведением. Но Питер поступил по-своему, он украл звездолет, вернулся на космическую станцию и занял место коллеги. Он получил разумный корабль и мантию Звёздного Лорда. Несколько лет Квилл бороздил просторы Вселенной, сохраняя порядок и спасая невинных.
Годы спустя Звёздный Лорд принял участие в уничтожении группы работорговцев, разрушающих миры. Питеру удается раскрыть заговор, организованный против правителя империи. В это же время он узнает о своём происхождении, знакомится со своим настоящим отцом Ясоном, который рассказывает ему историю знакомства с Меридит. Питер узнает, что его мать была убита членом инопланетной расы Бадун. Он находит убийцу и совершает долгожданный акт мести за смерть матери.

### Age of Ultron
Во время Эры Альтрона Росомаха и Сьюзен Шторм создают альтернативное будущее, когда возвращаются в прошлое и убивают Хэнка Пима, чтобы тот не создал Альтрона. В другой реальности Звёздный Лорд стал членом Защитников, заменивших несуществующих Мстителей. Звёздный Лорд нападает на Росомаху и Невидимую леди, предполагая, что они — Скруллы. Он и другие Защитники были убиты Морган Ле Фей.

### Лорд Старкилл
Лорд Старкилл родился в неизвестной альтернативной вселенной и отправился на Землю-616, чтобы найти Камни Бесконечности. Он был владельцем камня реальности и состоял в союзе с Таносом.

## Вне комиксов

### Мультсериалы
- Звёздный Лорд, озвученный Стивом Доуэнсом[англ.], появляется как член Стражей Галактики в серии «Майкал Корвак» второго сезона мультсериала «Мстители. Величайшие герои Земли».
- Звёздный Лорд появляется в серии «Стражи Галактики» мультсериала «Совершенный Человек-паук», где его озвучил Крис Кокс.
- Крис Кокс снова озвучил Звёздного Лорда в серии «Стражи и Звёздные рыцари» мультсериала «Мстители, общий сбор!». По сюжету, в будущем он со своей командой поможет героям и из другой вселенной остановить Галактуса.
- Звёздный Лорд появляется в мультсериале «Халк и агенты У.Д.А.Р.», озвученный Крисом Коксом[68] и Уиллом Фрайдли.
- Звёздный Лорд появляется в аниме «Дисковые Войны: Мстители[англ.]», где его озвучил Го Иноуэ.
- Уилл Фрайдли вновь озвучил Звёздного Лорда в мультсериале «Стражи Галактики»[69].

### Фильмы
- Звёздный Лорд появляется в качестве зрителя на арене в полнометражном анимационном фильме «Планета Халка».

#### Кинематографическая вселенная Marvel
- Звёздный Лорд стал главным героем фильма «Стражи Галактики», где его сыграл Крис Прэтт[70]. В фильме образ слегка отошёл от канона, что делает Питера Квилла более похожим на Джима Рейнора и Малькольма Рейнольдса. Питер Квилл родился и вырос в Миссури. Его мать умерла, когда ему было 8, от рака. После этого Питер был похищен с Земли группой воров и контрабандистов, называющих себя Опустошители во главе с Йонду. Они должны были передать мальчика его отцу, который был представителем какой-то инопланетной расы. Но не сделали этого, и Питер вырос среди них и стал очень одарённым и искусным вором.
- Крис Прэтт повторил роль Звёздного Лорда в фильме «Стражи Галактики. Часть 2», в котором раскрывается тайна его рождения. Его отцом, в отличие от комиксов, оказался Эго — живая планета, который стал главным антагонистом фильма.
- Крис Прэтт вновь сыграл Звёздного Лорда в «Мстители: Война Бесконечности» и «Мстители: Финал» [71]. Во время событий этих фильмов Гамора, возлюбленная Квилла, погибает от рук Таноса, но через 5 лет в основную реальность попадает альтернативная версия Гаморы из 2014 года.
- Звездный Лорд появился в фильме «Тор: Любовь и гром» 2022 года.
- Крис Прэтт вернулся к роли Звёздного Лорда в фильме «Стражи Галактики. Часть 3» 2023 года[72]. По сюжету он и его команда спасают Ракету, раненного Адамом Уорлоком. Во время миссии он воссоединяется с альтернативной Гаморой и пытается возобновить отношения, но та наотрез оказывается, объясняя ему, что она уже не та Гамора, которую он знал. В конце фильм Звёздный Лорд покидает Стражей Галактики, передав лидерство Ракете, и вернулся на Землю к деду.

### Видеоигры
- Костюм Звёздного Лорда доступен как загружаемый контент в игре «LittleBigPlanet».
- Звёздный Лорд появляется в игре «Marvel Heroes», где его озвучивает Энтони Руйвивар.
- Трэвис Уиллингем[англ.] озвучивает Звёздного Лорда в игре «Lego Marvel Super Heroes».
- Присутствует в игре «Disney Infinity: Marvel Super Heroes[англ.]» в качестве игрового персонажа.
- Звёздный Лорд появляется в игре «Marvel: Avengers Alliance[англ.]» для Facebook.
- Звёздный Лорд присутствует в игре «Marvel: Contest of Champions».
- Звёздный Лорд является играбельным персонажем в игре «Marvel: Future Fight».
- Также Крис Претт озвучил Звёздного Лорда в игре «Disney Infinity 3.0[англ.]».
- Звездный Лорд появляется в игре Marvel’s Guardians of the Galaxy: The Telltale Series
- За Звездного Лорда можно поиграть в Lego Marvel Super Heroes и Lego Marvel Super Heroes 2
- Главный герой вышедшей видеоигры  Guardians of the Galaxy (игра)

## Коллекционные издания
- Star-Lord: Guardian of the Galaxy (включает Marvel Preview #4, 11, 14-15, 18; Marvel Super Special #10; Marvel Spotlight vol. 2 #6-7; Marvel Premiere #61 и Star-Lord Vol. 1 #1-3), 424 страницы, Июль 2014, ISBN 978-0785154495
- Legendary Star-Lord Vol. 1: Face It, I Rule (включает Legendary Star-Lord #1-5), 112 страниц, Февраль 2015, ISBN 978-0785191599
- Legendary Star-Lord Vol. 2: Rise of the Black Vortex (включает Legendary Star-Lord #6-12), 160 страниц, Август 2015, ISBN 978-0785191605
- Legendary Star-Lord Vol. 3: First Flight (включает Star-Lord Vol. 2 #1-5), 112 страниц, Июль 2016, ISBN 978-0785196242
- Legendary Star-Lord Vol. 4: Out of Orbit (включает Star-Lord Vol. 2 #6-8, Avengers #28, 51, 174), 128 страниц, Ноябрь 2016, ISBN 978-0785196259
- Star-Lord and Kitty Pryde (включает Star-Lord and Kitty Pryde #1-3, Generation Next #1 и Guardians of the Galaxy and X-Men: The Black Vortex Omega), 128 страниц, Декабрь 2015, ISBN 978-0785198437